# Izel-lès-Équerchin

Izel-lès-Équerchin este o comună în departamentul Pas-de-Calais, Franța. În 1 ianuarie 2022 avea o populație de 1.049 de locuitori.